# كريستيان باكن
كريستيان باكن هو سياسي نرويجي، ولد في 11 يونيو 1888 في Vang, Hedmark ‏ في النرويج، وتوفي في 20 ديسمبر 1954 في هامار في النرويج. نشط حزبياً في حزب العمال. وقد انتخب Mayor of Hamar ‏ (9 مايو 1945 – 14 أكتوبر 1946) وانتخب Mayor of Hamar ‏ (7 أكتوبر 1935 – 31 ديسمبر 1940).